# Lord Llewellyn
Edward David Gerard Llewellyn, Baron Llewellyn of Steep, OBE, PC (Reino Unido, 23 de septiembre de 1965)  es un diplomático británico y exasesor político que se desempeña como embajador británico en Italia desde 2022. Anteriormente se desempeñó como embajador británico en Francia del 2016 al 2021. y como Jefe de Gabinete de Downing Street bajo el ex primer ministro David Cameron del 2010 al 2016.
En febrero del 2022 fue nombrado embajador británico en Italia. Presentó sus cartas credenciales al presidente italiano Sergio Mattarella el 7 de abril de ese año.

## Vida y carrera
Llewellyn se educó en la escuela Sunningdale. Más tarde asistió al Eton College, donde estuvo un año por encima de David Cameron. Llewellyn dejó Eton en 1983 y pasó un breve período de tiempo trabajando en la Oficina Central Conservadora, antes de estudiar en New College, Oxford, donde fue administrador (es decir, presidente) del College JCR. Los contemporáneos de New College incluyeron a Rageh Omaar, Steve Hilton e Ian Katz.
El sitio web del gobierno del Reino Unido dice que Llewellyn pasó cuatro años (de 1988 a 1992) trabajando para el departamento de investigación del Partido Conservador, incluido un año como secretario privado de Margaret Thatcher.

## Carrera política
Después de dejar Oxford, trabajó como ayudante del gobernador Chris Patten en Hong Kong de 1992 a 1997, como miembro del "gabinete" de Patten tras el nombramiento de Patten como comisario europeo de 1999 al 2002, y luego como jefe de personal del el exlíder liberal demócrata Paddy Ashdown en su papel como Alto Representante para Bosnia y Herzegovina del 2002 a 2005
Llewellyn fue nombrado Miembro de la Orden del Imperio Británico (MBE) en los Honores de Cumpleaños de 1997 y ascendido a Oficial (OBE) en los Honores de Año Nuevo de 2006.
Llewellyn fue nombrado Capitán Honorario de la Royal Naval Reserve en julio del 2021.

### Jefe de Gabinete de David Cameron
Tras la victoria de David Cameron en las elecciones de liderazgo conservador en diciembre del 2005, Llewellyn fue contratado para ser el jefe de gabinete personal de Cameron en su calidad de líder de la oposición. Llewellyn continuó en este cargo hasta el 2010.

### Embajador en Francia
El 23 de septiembre del 2016 se anunció que se convertiría en embajador británico en Francia y se informó que no se sentará en la Cámara de los Lores mientras se desempeñe como embajador.  Asumió el cargo el 9 de noviembre de 2016, con el nombre de Edward Llewellyn.. Llewellyn fue sucedido como embajador por Menna Rawlings en el verano del 2021, pero se anunció que sería transferido a otro puesto del Servicio Diplomático.

### Embajador en Italia
El 18 de enero del 2022 se anunció que Llewelyn sucedería a Jill Morris como embajadora británica en Italia y embajadora no residente en San Marino. Presentó sus cartas credenciales al presidente Sergio Mattarella el 7 de abril de ese año.